# Plethodon amplus
Espèce
Statut de conservation UICN

 EN B1ab(iii) : En danger
Plethodon amplus est une espèce d'urodèles de la famille des Plethodontidae.

## Répartition
Cette espèce est endémique de Caroline du Nord aux États-Unis. Elle se rencontre vers 1 110 m d'altitude dans les Blue Ridge Mountains dans les comtés de Buncombe, de Rutherford et de Henderson.

## Publication originale
- Highton & Peabody, 2000 : Geographic protein variation and speciation in salamanders of the Plethodon jordani and Plethodon glutinosus complexes in the southern Appalachian Mountains with the description of four new species. The Biology of Plethodontid Salamanders. Kluwer Academic/Plenum Publishers, p. 31-93.